# Medas-szigetek
A Medas-szigetek (katalánul Illes Medes, spanyolul Islas Medas) a Földközi-tenger egyik, Spanyolországhoz tartozó szigetcsoportja.

## Leírás
Az északkelet-spanyolországi Girona tartományhoz tartozó szigetek szárazföldhöz legközelebbi pontja mindössze 900 méterre található a Torroella de Montgrí községhez tartozó l'Estartit városka partjaitól. Az összesen 21,5 hektáros szigetcsoport legnagyobb területű tagja Nagy-Meda, tőle délkeletre található a valamivel kisebb Kis-Meda, rajtuk kívül pedig még 5 jelentősebb, bár kisebb (Carall Bernat, Tascons Grossos, Tascons Petits, Medellot, Les Ferranelles), és számos apró sziget alkotja.
A szigeteket már az ókorban is ismerték, ezt több ókori görög hajó roncsa is bizonyítja, amelyeket a vízben találtak. Később volt olyan időszak, amikor évszázadokban kalóztanyaként is szolgált, de a 15. században a Szent Sír Lovagrend egy erődítményt is felépített a Nagy-Medán: igaz, ezt néhány évtized múltán elhagyták. A 18. században az erőd maradványait börtönként használták, majd 1890-ig a hadsereg használta őrhelyként. A szigetek 1934 óta lakatlanok: ma az egyetlen építmény, amely a szigeteken áll, a nagy-medai világítótorony.
Bár a nagy szigeten lehetőség van gyalogtúrák megtételére is (természetvédelmi okokból a kijelölt utakról letérni tilos), a terület fő turisztikai vonzereje nem ez, hanem a búvárkodás: a gazdag vízi élővilág megfigyelése céljából az egész világról érkeznek ide búvárturisták. Emellett évente néhány rendezvényt is tartanak itt, amelyek közül legjelentősebb a július 16-i, Szent Kármen-napi halászhajó-felvonulásos tengeri zarándoklat.

## Élővilág
A szigetek, főleg partjaik mentén a víz alatt gazdag élővilággal rendelkeznek, nem véletlen, hogy részét képezik egy natúrparknak, amelyet hivatalosan Montgrí, Medas-szigetek és Alsó-Ter Natúrparknak neveznek. A területet 1983-ban nyilvánították védetté.
A vízben élő algák közül kiemelhetők a Lithophyllum tortuosum nevű vörösmoszatok, a Cystoseira barnamoszatok, a magasabb rendű vízinövények közül pedig például a neptunfű és a Cymodocea nodosa nevű hídőrvirágú. Szárazföldi növényei alkalmazkodtak a sóhoz, a szelekhez, és kihasználják a nagy mennyiségű madárürülékben található sokféle értékes szerves anyag jelenlétét. Jellemzők például a nitrogénkedvelő lágyszárúak, a mályvafák és az olajfák.
A vízi állatok közül említésre méltóak a Epinephelinae nevű fűrészfogú sügérfélék, az aranydurbincsok, a farkassügérek, a fogasdurbincsok, a Diplodus cervinus nevű tengeri durbincsfélék és a kékúszójú tonhalak, valamint a különféle korallok, nagy sonkakagylók, sziklafúró kagylók, és feltűnnek a vízben a palackorrú delfinek is. A szárazföldi állatok közül a madarak a legjellemzőbbek, például a sárgalábú sirályok, a pásztorgémek, a kis kócsagok, valamint itt él a katalóniai üstököskárókatona-állomány fele is.

## Képek

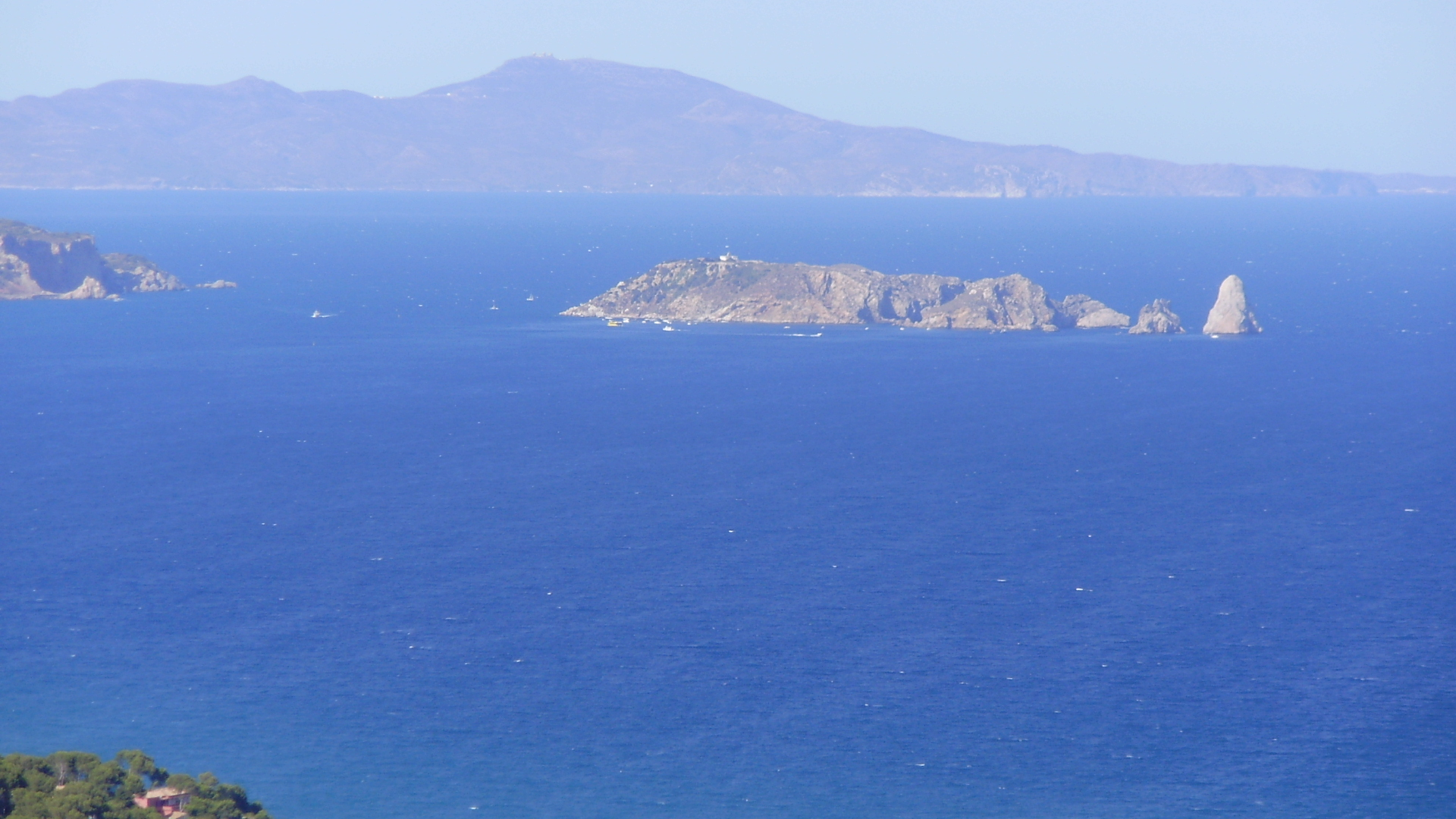
A szigetek látképe
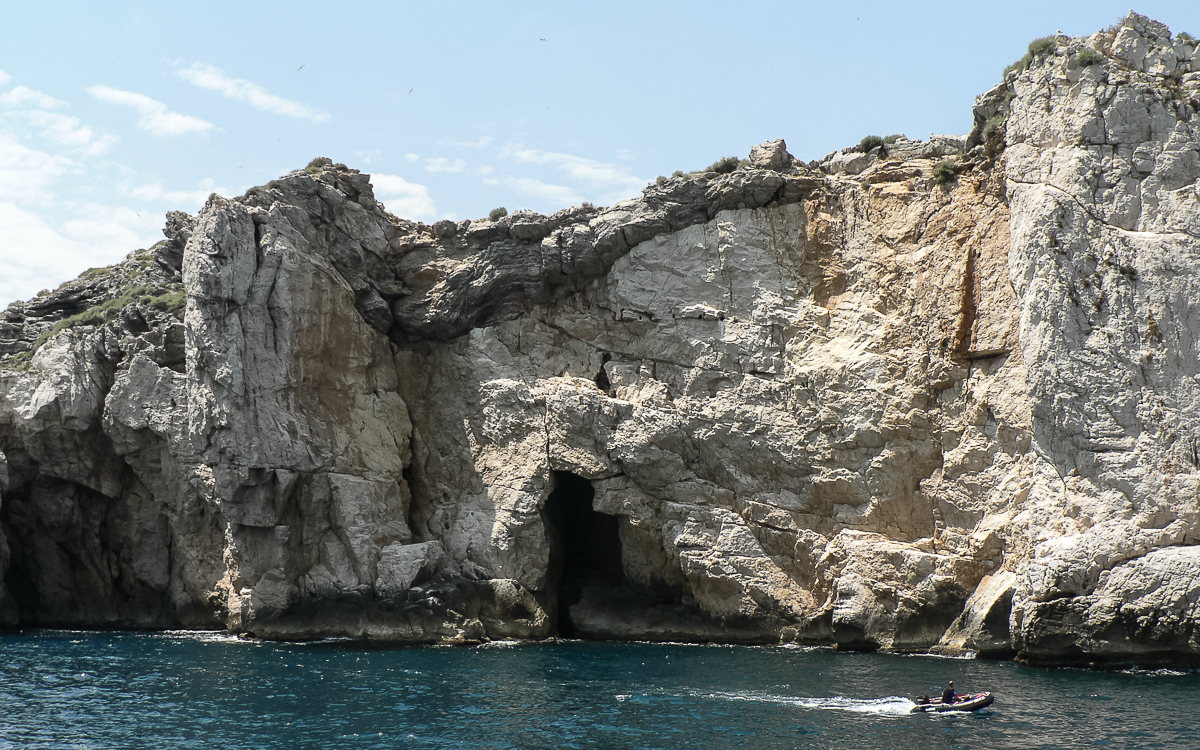
Tengeri barlang Nagy-Medán
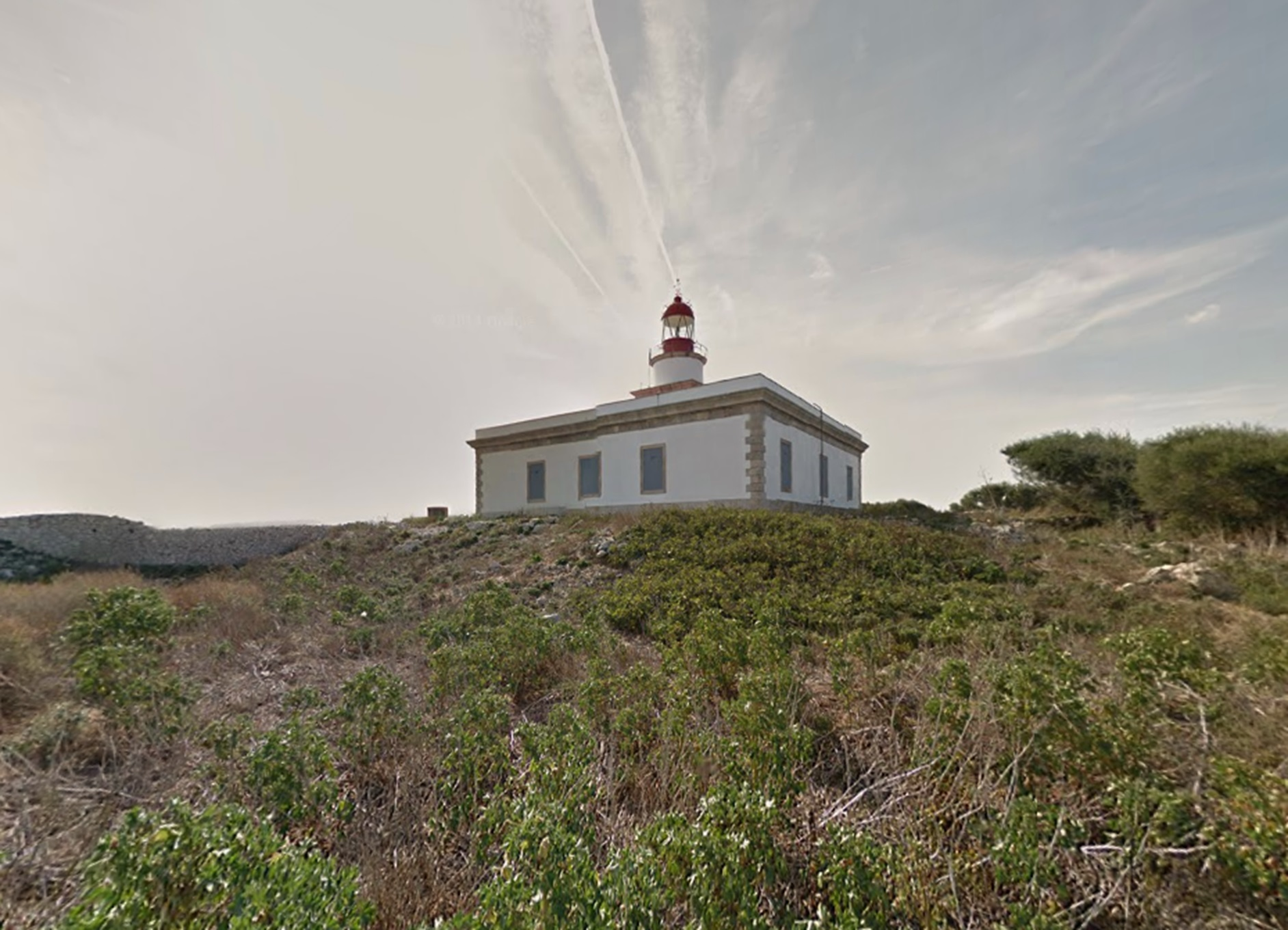
A nagy-medai világítótorony
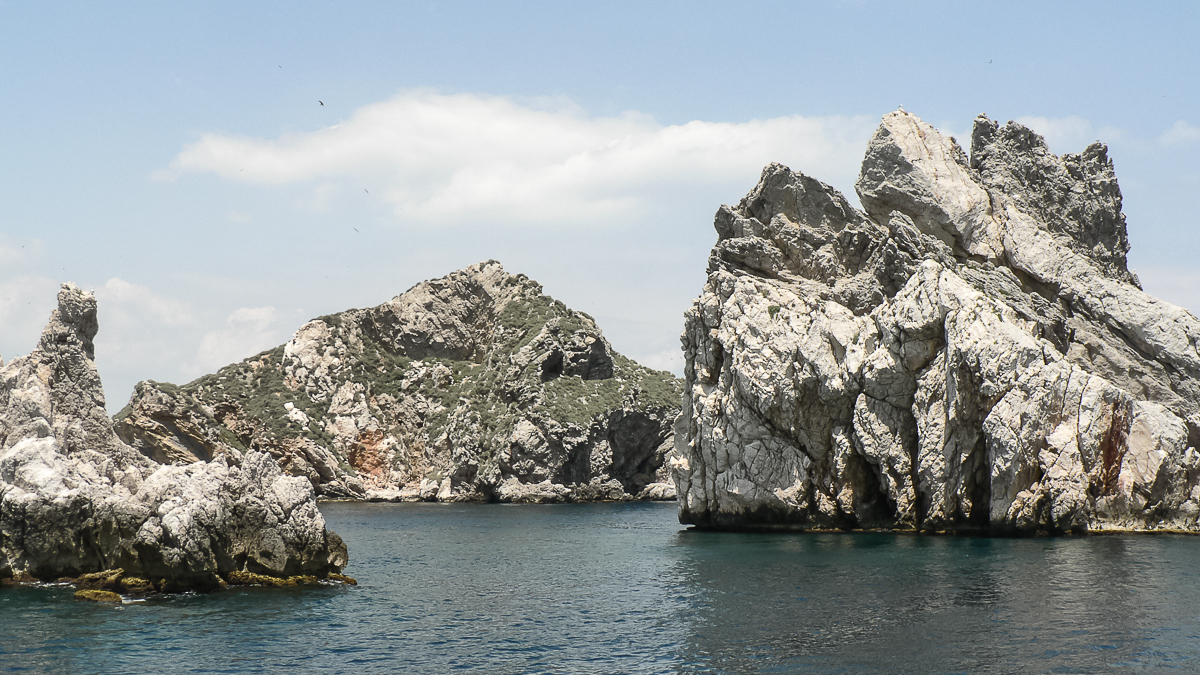
Kisebb szigetek